# 아벨 강스

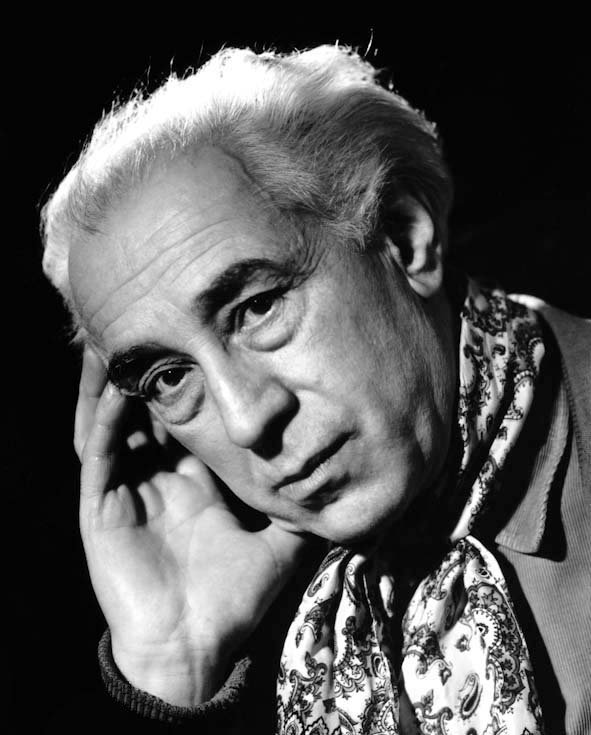

아벨 강스(Abel Gance, 1889년 10월 25일 ~ 1981년 11월 10일)는 프랑스의 각본가, 영화배우, 영화 감독, 영화 프로듀서, 영상 편집자이다.
파리에서 태어났으며 파리에서 사망하였다. 사인은 결핵이다.

## 영화
- 아우스트리츠의 영웅 (1960년)
- 여왕 마고 (1954년)
- 프라카스 장군 (1943년)
- 장님 비너스 (1941년)
- 잃어버린 천국 (1940년)
- 동백꽃 부인 (1934년)
- 나폴레옹 (1927년) - 루이스 세인트 저스트 역
- 철로의 백장미 (1922년)
- 아이 어큐즈 (1919년)